# Barbara Fallis
Barbara Fallis, née en 1924 et morte le 5 septembre 1980, est une danseuse de ballet et éducatrice américaine. Elle a dansé pour de nombreuses compagnies célèbres, dont l'American Ballet Theatre et le New York City Ballet, et a ensuite fondé sa propre école, la New York School of Ballet, avec son mari Richard Thomas.

## Enfance
Barbara Fallis est née en 1924 à Denver dans le Colorado. Peu de temps après, sa famille a quitté les États-Unis pour Londres, en Angleterre, pour le travail de son père. La famille Fallis est restée à Londres pendant 12 ans, jusqu'à la Seconde Guerre mondiale. C'est à cette époque que Barbara Fallis découvre avec passion la danse, et commence à l'apprendre. Avec sa mère, elle assiste à de nombreux spectacles de compagnies de danse notables de l'époque, dont le Ballet russe, qui stimule son intérêt pour la danse à un jeune âge.
Fallis a commencé son étude plus sérieuse de la danse à l'âge de 12 ans avec Joan Lawson. Peu de temps après, elle passe une audition pour s'entraîner avec Ninette de Valois pour le Vic-Wells Ballet . Fallis a étudié à la Sadler's Wells Ballet School, directement liée au Vic-Wells Ballet, qui deviendra plus tard le Royal Ballet. Ninette de Valois n'admettait dans l'école que des danseurs qu'elle jugeait dignes d'être également dans la compagnie, ce qui a donné à Barbara de nombreuses occasions de commencer à se produire dans le corps de ballet. Cependant, son séjour aux Vic-Wells fut de courte durée, car la famille Fallis fut forcée de retourner aux États-Unis à cause de la guerre.

## Vie et carrière
Après avoir déménagé en Amérique, la famille Fallis s'est installée à New York. Barbara a pu y auditionner pour le Ballet Theatre avec Lucia Chase. Elle a commencé à danser avec le Ballet Theatre, plus tard connu sous le nom de American Ballet Theatre, en 1941 à l'âge de 16 ans. Sa première représentation avec la compagnie était dans Les Sylphides au Mexique. Au cours de ses huit années au Ballet Theatre, Fallis a travaillé avec de nombreux chorégraphes de premier plan, dont Michel Fokine, Anthony Tudor, Bronislava Nijinska et George Balanchine dans de nombreuses œuvres originales pour la compagnie. Par exemple, elle était dans le corps de ballet du Pillar of Fire d'Anthony Tudor, qui a été présenté pour la première fois en 1942. En 1948, elle joue un rôle de premier plan dans Les Patineurs, aux côtés de John Kriza et Cynthia Risely. Fallis a déclaré qu'elle préférait les rôles dans la compagnie aux performances en solo, car cela lui permettait de jouer autant que possible.
En 1948, Barbara Fallis quitte le Ballet Theatre pour rejoindre la compagnie Alicia Alonso (aujourd'hui le Ballet nacional de Cuba),. C'est à Cuba qu'elle a rencontré son compagnon et son mari, le danseur Richard Thomas. Le couple s'est marié à Cuba en 1950 et a eu son premier enfant, Richard Thomas, en 1951, avant de retourner à New York en 1953.
À leur retour à New York, Barbara et Richard ont obtenu des postes dans le New York City Ballet avec Balanchine. Fallis est restée avec le New York City Ballet jusqu'en 1958. Pendant ce temps, elle a dansé dans des performances telles que Western Symphony et le premier Casse-Noisette de Balanchine,. En 1958, elle quitte le New York City Ballet et commence une courte période de performances au Jacob's Pillow .
En 1963, Barbara et Richard fondent la New York School of Ballet où ils commencent à former de jeunes danseurs. Lors des premiers jours après la fondation de l'école, le couple a également enseigné en alternance au Pennsylvania Ballet de Philadelphie, ce qui les a aidé à financer leur école. En 1969, l'école déménage dans les anciens studios de la School of American Ballet après s'être vu offrir l'espace par George Balanchine et Lincoln Kerstein. Ici, ils ont formé des élèves remarquables de l'école tels qu'Eliot Feld, Twyla Tharp, Sean Lavery, Debbie Allen, Cynthia Gregory et Christine Sarry.
Plus tard en 1975, après le départ de Feld de l'école, Barbara et Richard ont fondé la société US Terpsichore pour offrir à leurs élèves des opportunités de performances,. Le deuxième enfant du couple, Bronwyn Thomas, ainsi que leur fils, Richard Thomas, faisaient partie des membres de la compagnie. Son fils, Richard, était également un enfant acteur bien connu, qui a joué dans la série télévisée La Famille des collines. La compagnie a parcouru une grande variété de répertoires, y compris plus de 30 ballets dans des styles à la fois contemporain et classique. US Terpsichore a connu un grand succès et les fonds recueillis grâce aux tournées ont continuellement financé la New York School of Ballet.
Barbara Fallis a enseigné à l'école aux côtés de son mari jusqu'à sa mort le 5 septembre 1980. Elle meurt au New York Hospital, où elle était traitée pour un cancer, à l'âge de 56 ans.